# ギニアビサウの港湾
ギニアビサウの港湾（ギニアビサウのこうわん、英語: Ports and harbours in Guinea-Bissau）は、ギニアビサウにおける港湾について記す。

## 一覧
- ビサウ港（英語版）（ビサウ）
- ブバ港（ブバ）
- カシェウ港（カシェウ） - 河川港
- ファリン港（ファリン） - 河川港